# هتلر والسحر
هتلر والسحر انتجه برام روز وفيليس كانون، ورواه الممثل ديفيد أكرويد، وهو فيلم وثائقي لقناة التاريخ التلفزيونية مدته 50 دقيقة فيما يتعلق بالسحر والتنجيم في النازية.

## التلفزيون ونسخة دي في دي
تم عرض الفيلم الوثائقي في الأصل على التلفزيون ثم تم إصداره لاحقًا على قرص DVD في 8 فبراير 2000 بواسطة A&E Home Video. أنها ملونة وباللغة الإنجليزية. إنه جزء من سلسلة In Search of History.

## ملخص
يقال إن الحزب النازي نشأ من عدة جماعات غامضة ظهرت في أواخر القرن التاسع عشر كرد فعل على المادية والتكنولوجيا المتقدمة في تلك الحقبة. تحدثت هذه المجموعات عن مجيء مسيح جديد من شأنه أن ينقذ ألمانيا. طور هتلر فكرة أنه ربما كان هو الشخص المختار لإنقاذ الشعب الألماني. [بحاجة لمصدر]

جمعت الأحزاب السياسية التي نشأت في أعقاب هزيمة البلاد في الحرب العالمية الأولى المشاعر القومية والممارسات السحرية لتشكيل صورة للشعب الألماني المتفوق. إن حبس هتلر بعد فشل انقلاب بير هول في عام 1923 سيجعله بطلاً قومياً لدفاعه عن دولة ألمانية قوية، وإقناعه بأنه هو المسيح الذي يمكن أن ينقذ ألمانيا.
حصل هتلر على رمزية مسيحية، مثل سبير أوف ديستير والكأس المقدسة لأغراضه الخاصة. تبنى الصليب المعقوف من رمز الهندوسية / السنسكريتية للشمس. يتحول الرمز الأصلي في اتجاه عقارب الساعة. النازي يتحول إلى الوراء. تمثل أربعة أذرع الصليب المعقوف الهندوسي الفيدا الأربعة. [بحاجة لتوضيح] تزين معظم المنازل والمعابد الهندوسية.
في الختام، يشير المؤلف داستي سكلار إلى أن انتحار هتلر حدث في ليلة 30 أبريل - 1 مايو، والمعروفة باسم ليلة فالبورجيس. يستمر الراوي: "مع رحيل هتلر، بدا الأمر وكأن تعويذة قد كسرت". ثم يتم اعتبار التصريح المشين عن يواكيم فون ريبنتروب عن خضوعه المستمر لهتلر في محاكمات نورمبرغ كدليل أخير على "قوة غامضة" لهتلر: ( "حتى مع كل ما أعرفه، يجب على هتلر أن يأتي إلي ويقول" افعل هذا!'، ما زلت أفعل ذلك. " ). [بحاجة لمصدر]